# 미소공동위원회
미소공동위원회(美蘇共同委員會, US-Soviet Joint Commission)는 1946년 3월 20일부터 1947년 10월 21일까지 한반도의 임시정부 수립을 지원하기 위해 미국과 소련이 개최한 회의이다.
개최 초기부터 미국과 소련의 의견차이로 인해 갈등을 빚었으며 결국 제2차 위원회까지 열렸으나 아무런 성과 없이 종결되었다.

## 배경

### 자주적 독립국가 수립의 시도

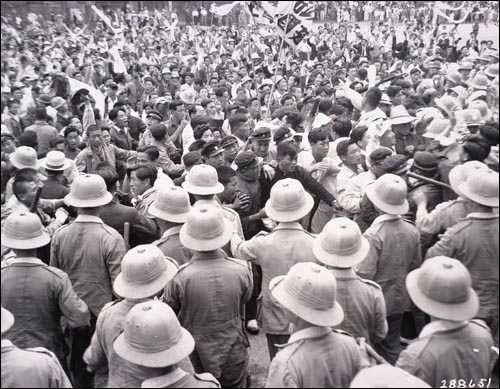
1946년 5월 미소공위가 열린 덕수궁 앞에서 개최된 신탁통치 반대 집회

1945년 8월 15일 일본제국의 무조건 항복 선언에 따라 제2차 세계대전이 종결되었고 한반도는 해방을 맞이하였다. 당시 조선은 이미 김구, 김규식 등을 중심으로 한 대한민국 임시정부와 같은 임시정부를 운영하고 있었고 독립운동과 병행하여 해방 후의 건국강령 등을 준비하고 있었다.
또한 국내에서는 1944년 8월부터 건국동맹이 활동하고 있었다. 건국동맹은 해방 직후 조선건국준비위원회로 이름을 바꾸고 1945년 9월 6일 조선인민공화국을 선포하였다. 건국준비위원회의 조선인민공화국은 이승만을 주석으로 여운형을 부주석으로 추대하였다. 그러나, 건국준비위원회가 선포한 조선인민공화국은 그동안 함께 항일운동의 한 축을 담당했던 우파의 탈퇴와 주석인 이승만이 국외에 있었던 점, 그리고 대한민국 임시정부의 불참이라는 약점을 갖고 있었다. 또한 우파 세력의 불참과 박헌영, 안재홍간의 반목 역시 건준위를 취약한 조직으로 몰고 갔다.

### 미소 군대의 주둔
미국과 소련 사이에는 이미 냉전이 시작되고 있었고 결국 북위 38도선을 기준으로 남측에는 미군이 북측에는 소련군이 주둔하게 되었다. 당시 미국과 소련의 한반도 진주는 무조건 항복한 일본군의 무장해제를 위한 것이었으나 점차 자국의 이익을 위한 주둔으로 성격이 변화하였다.

### 모스크바 3국 외상회의

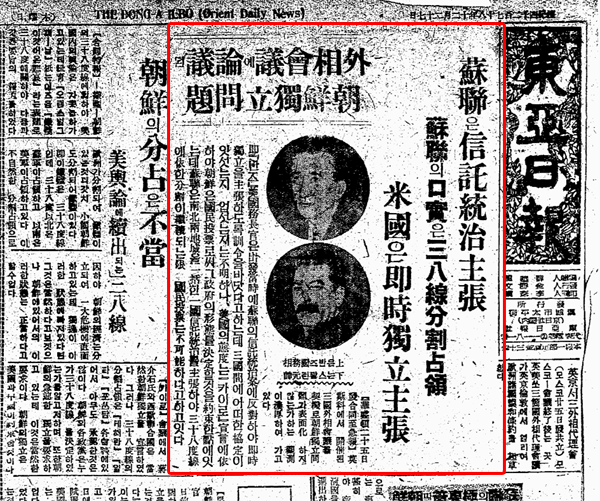
1945년 12월 27일자 동아일보에 실린 1면 기사. 기사 내용에는 '외상회의에 논의된 조선독립문제- 소련은 신탁통치주장, 소련의 구실은 38선 분할 점령, 미국은 즉시독립주장'이라 쓰여있다. 미국에 특파원이 없던 국내 신문사들은 UP와 AP 통신의 기사를 받아서 보도했다.
당시 UP 기사의 원문 : Independence of Korea is being urged United Press, December 25 1945.

1945년 12월 16일 미국, 영국, 소련은 전후 문제를 처리하기 위해 모스크바에서 외무장관 회의를 개최하였다. 흔히 모스크바 삼상회의로 불리는 이 회의에서 미국과 소련은 첨예한 대립을 보였으나 결국 의견을 조율하여 12월 27일 〈조선 문제에 관한 4개항의 결의서〉라는 이름의 합의문을 발표하였다. 이 합의문에서 세 나라는 한반도의 정부수립에 대해 다음과 같이 발표하였다.
- 민주주의 원칙에 의해 임시정부를 건설한다.
- 임시정부 수립을 돕기 위해 미소공동위원회를 설치한다.
- 미국과 소련, 영국, 중국은 임시정부 수립을 돕기 위해 최대 5년간의 신탁통치를 실시한다.
- 2주일 이내에 미·소 사령부의 대표회의를 개최한다.

모스크바 3국 외상회의의 결과는 곧바로 한반도에 전해졌으나 좌익과 우익의 극심한 분열을 가져오는 결과를 낳았다. 처음에는 좌우익 모두 삼상회의 결정에 반대노선을 표명하였으나 이후 좌익은 1946년 1월부터 3상회의 결정에 동의하였고 우익은 그런 좌익을 반민족주의로 규정, 좌파의 반대 슬로건으로 신탁통치 반대를 표명하였다. 그러나 결국 이 둘은 그 내실적으로는 모두 신탁통치를 반대하고 있었으므로 정치를 위한 대립의 성향이라고도 할 수 있다. 특히 우익인 한민당의 입장을 대변했던 당시 동아일보는 "소련은 신탁통치 주장, 미국은 즉시 독립 주장, 소련의 구실은 38선 분할 점령"이라고 보도하여 사회적으로 반탁운동이 일어나는 데 일조하였다. 그러나, 동아일보의 이러한 보도는 미국과 소련의 입장을 정확히 반대로 보도한 오보였으며(신탁통치 실시는 미국 측이 강하게 주장했고 소련은 반대) 결정서의 내용을 왜곡한 것이었다.

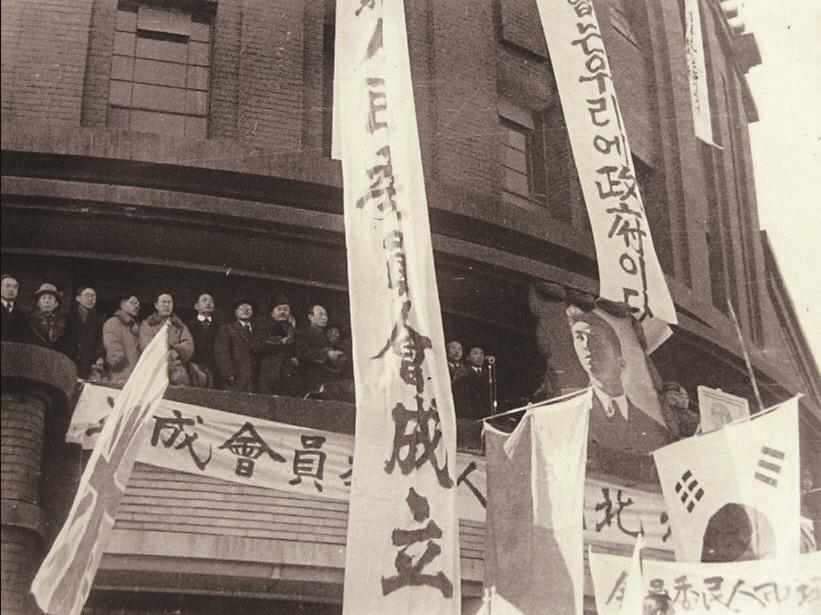
당시 소련의 의도는 외교무대에서 한 발언보다 북한에서 실제로 추진하고 있던 일들이 더 정확히 반영하고 있는 것으로 보인다. 북한의 소련군정은 미소공동위원회가 열리기 직전인 1946년 2월 8일 김일성을 위원장으로 하는 북조선임시인민위원회를 발족시켰다. 사진의 현수막에 "(임시인민위원회)는 우리의 정부(政府)이다."라고 써서 북한 스스로가 정부 조직을 만들었다는 것을 공표하고 있다. 임시인민위원회 이름으로 3월 5일에는 소위 '무상몰수, 무상분배'라는 토지개혁도 단행하여 사실상 정부기능도 하고 있었다. 여러 가지 공산주의식 개혁조치를 단행하여 남북은 이미 상당히 이질적인 사회로 이행되어 통일 정부를 세우는 것은 남한마저 공산화되지 않는 한 거의 불가능할 정도로 달라져 가고 있었다. 이처럼 당시 소련은 김일성을 내세워 북한을 공산화시킨다는 의지는 확고했고, 미소공동위원회에서는 장차 남한까지 자신들의 영향력하로 끌어들여 종국적으로 공산화시키는데 유리한 방향으로 합의를 끌어내려 한 것으로 보인다.

## 예비 회담
1946년 1월 16일 서울 덕수궁에서 개최된 미소공동위원회의 예비회담에서는 남북교류문제가 처음 구체적으로 논의되었다. 통일정부 수립을 위한 정치문제가 주로 토의된 이 회담 중에서 미국 대표가 38도선의 설정으로 남·북간에 발생한 행정상 그리고 사회경제문제에 협력할 수 있는 길을 토의하자고 하면서 소련측 대표에게 다음과 같은 점의 협의를 제안하였다.
① 한국으로부터의 중요물자 반출,
② 38도선의 재래의 도(道)경계선에 의존한 변경,
③ 방송망의 일원화와 양지구를 통하여 신문의 자유로운 배포를 가능케 하는 문제,
④ 양지구간의 전화통신 재개,
⑤ 통화(通貨)의 통일 등.
소련측도 상기와 같은 미국측 제의에 관심을 보였다. 그러나 소련측은 이런 문제는 남·북간에 통일정권만 수립되면 자연히 해결될 것이라는 입장을 취하면서 정치문제의 우선해결을 주장하였다. 비교적 상호타협이 어렵지 않은 비정치적 영역, 즉 사회·경제분야에서 남북이 협력하는 데 성공한다면 거기서 얻은 협조무드와 정신의로서 궁극목적인 통일정권 수립에 도움이 될 것이라는 것이 미국의 입장이었다. 이와 같이 미·소는 남북교류문제에 입장의 차이를 보였으나 소련 역시 미소공동위원회 예비회담에서 남북교류를 위한 중요한 제안의 하나로 남·북간의 원료교환을 제의한 사실이 있다. 북한에서 석탄을 비롯해서 남한이 필요로 하는 물자를 보낼테니 남한의 쌀과 교환하자고 하였던 것이다. 이 소련측 제안에 대해서는 미국측이 남한에도 전재민(戰災民)이 많아서 쌀의 여유가 없다는 이유로 거절하였기 때문에 결국 물자교환에 관하여서도 합의에 도달하지는 못하였다.

## 우익 진영의 반대
1946년 3월 20일에 열린 미소공동위원회에서 소련측은 미국측이 예상했던 대로 모스크바결정을 지지하지 않는 반탁세력은 임시정부 구성에서 제외해야 한다고 주장했다. 난항을 거듭하던 미, 소공위는 소련측이 양보하여 반탁투쟁을 했더라도 이후에 그러한 활동을 하지 않겠다고 서약하면 임시정부에 참가할 수 있다는 방안을 제시했고 이것에 토대를 두어 공동성명 5호가 발표되었다.
이에 임정 주석 김구는 미소공위 공동성명 5호에 서명하지 않았다. 하지와 민주의원 의장대리 김규식은 김구에게 공동성명 5호에 서명할 것을 종용하면서, 서명이 곧 신탁문제에 언질을 주는 것은 아니라는 특별성명 등을 발표한다. 그리하여 이승만, 한민당 측에 이어 김구가 서명에 동의하자 소련측이 그것에 이의를 제기하였고, 5월 초 미·소 공동위원회는 결렬되었다. 이승만은 서명에 동의하지 않다가 미군정의 압력으로 서명에 동의하게 되었다. 그러나 회의는 끝내 결렬된다.
1946년 5월 19일 이승만은 미소공위에 불참할 것을 공식 성명으로 발표했고, 김규식은 반박성명을 내고 전체 애국자는 적극 미소공위에 참가하라고 공식성명을 발표했다. 그러자 이승만의 측근이던 박용만은 “김규식 박사의 주장에 따른다면 미소공동위에 끝까지 불참을 표명했던 이승만 박사나 김구 선생은 애국자가 아니고 자기만이 애국자라는 어처구니 없는 결론”이라며 비난하였다.

## 경과

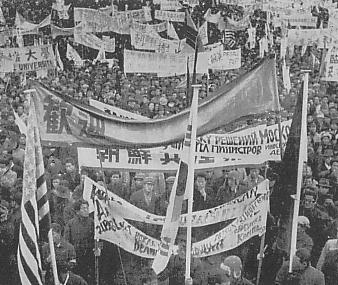
미소공위 지지하는 좌익들.

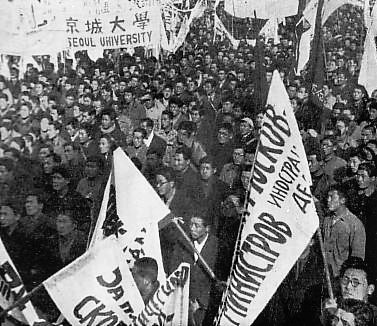
미소공위 지지하는 좌익들.

한반도에서 신탁통치를 둘러싼 대립이 거세지는 가운데 미국과 소련은 합의의 실천을 위해 미소공동위원회를 열었다. 최초의 회의는 1946년 3월 20일 덕수궁에서 열렸으며 이후 1947년 10월 27일 소련의 철수까지 계속되었다. 회의 기간 내내 미국과 소련의 대립, 남한 내 제 정치 세력 간의 갈등 등으로 결국 어떠한 합의도 도출하지 못한 채 해산되고 말았다. 미소공동위원회의 주요 일정은 다음과 같다.
- 1945년 12월 모스크바 3상회의
- 1946년 3월 20일 1차 미소공동위원회 개최
- 1946년 4월 18일 미소공동위원회에 협력하면 과거 반탁운동을 불문에 붙이고 협의대상으로 참여시키겠다는 공동성명 5호 발표
- 1946년 5월 6일 무기 휴회
- 1946년 6월 정읍발언
- 1946년 7월 좌우합작 운동
- 1947년 3월 트루먼 독트린 선언
- 1947년 5월 21일 2차 미소공동위원회 개최
- 1947년 6월 13일 추가위원확대
- 1947년 6월 23일 남북 재 정당 사회 단체의 청원서 제출
- 1947년 7월 1일 평양 회의 개최
- 1947년 7월 19일 여운형 암살
- 1947년 8월 28일 미국, 한국 문제를 미,소,영,중 4개국 회담에 맡기자고 제안
- 1947년 9월 17일 조선 문제 유엔 상정
- 1947년 9월 26일 소련, 미·소 양군의 동시 철군 제안
- 1947년 10월 18일 미국, 미소공동위원회의 휴회 제안
- 1947년 10월 21일 소련의 대표단 철수로 미소공동위원회 해산
- 1947년 11월 유엔총회 남북한 총선거 결의
- 1948년 2월 유엔 소총회 남한단독 선거안 가결

제2차 미소공동위원회는 처음에 어느정도 진전이 되는듯한 기미가 보였으나 '신탁통치'안 문제가 논의되는 순간 다시 난항을 겪게 되었다. 이런 상황에서 좌우합작에 의한 중도적인 정부를 수립하려는 운동이 여운형을 중심으로 전개되고 있었으나 7월 19일 여운형이 암살되어 그 뜻을 이루지 못했다.

## 결과

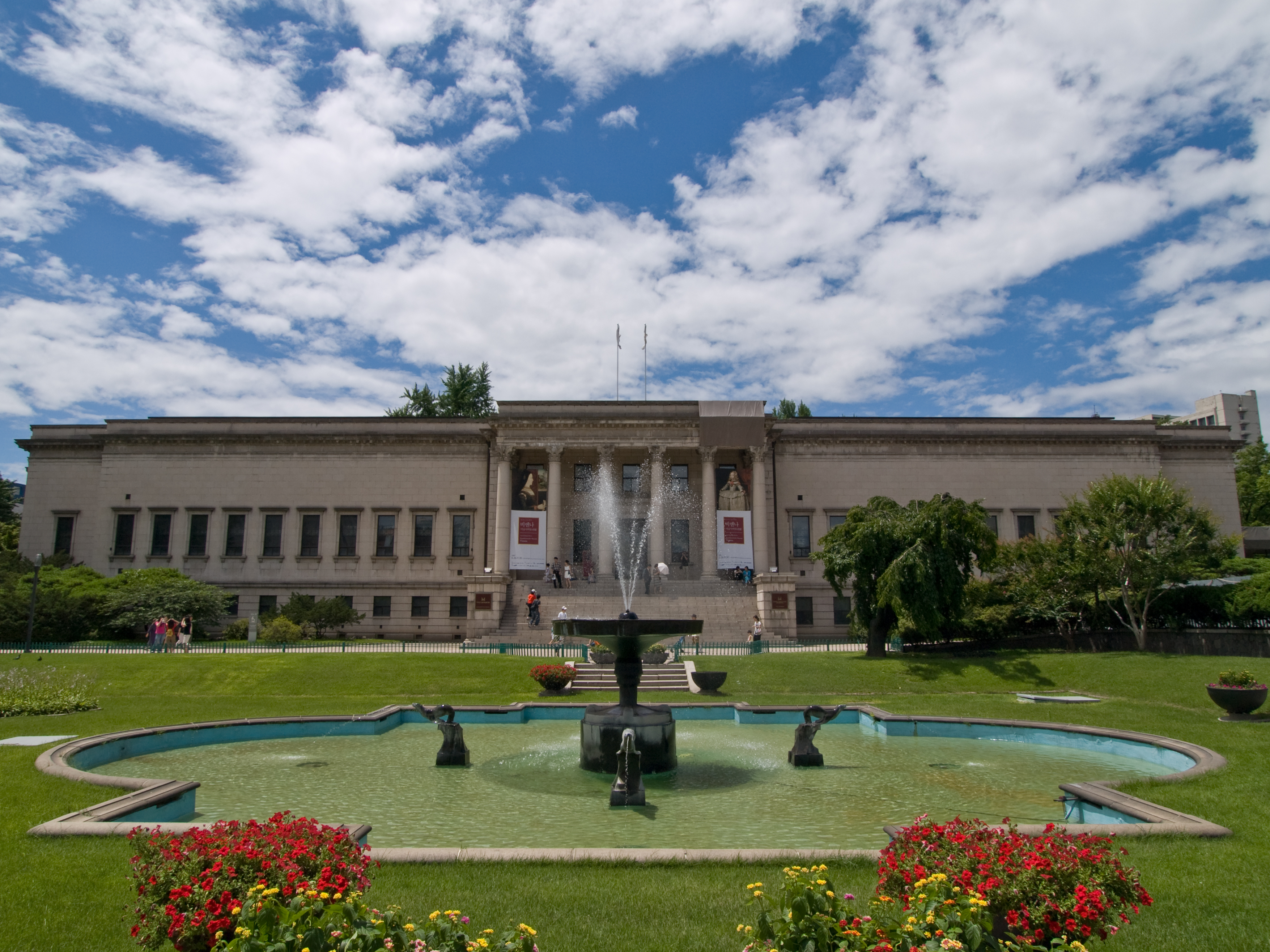
덕수궁 석조전. 이곳에서 미소공동위원회가 개최되어 좌우합작위원회 회담이 열리곤 했었다.

결국 1947년 10월 제2차 미소공동위원회 마저도 성과 없이 결렬되고 해산되었다. 미국이 한반도 문제를 UN 소총회로 이관함으로써 남북의 분단은 가속화되었고 결국 남한과 북한은 각각 단독정부 수립 확정에 이르게 되었다. 미소공동위원회 해산이후 한반도의 정부수립 문제는 미국 주도의 국제연합으로 논의의 장이 옮겨졌고 1947년 11월 14일 유엔은 유엔 감시하의 남북총선거를 가결하였다. 그러나 남한에 비해 인구가 적은 북한이 불리하다고 판단한 소련은 결의안을 거부하였다.
이후 1948년 5월 10일 대한민국 정부수립을 위한 총선거가 남한 단독으로 실시되었다. 그러나, 김구 등이 단독정부 수립을 반대하여 불참하였고 제주도에서는 4월 3일 단독정부 수립에 반대하는 남로당의 시위와 함께 그것을 진압하기 위한 경찰과 극우 세력의 대규모 학살이 자행되었다. 8월 15일 남한에서는 대한민국을 선포하였고 북조선에서도 9월 9일 조선민주주의인민공화국을 선포하여 남북의 분단은 고착화되었다. 이러한 분단은 결국 한국전쟁이라는 비극의 도화선이 되었다.
남북 분단은 1945년 9월 초 스탈린이 하바로프스크 88여단에서 5년간 교육시킨 진지첸(김일성) 대위를 모스크바로 불러 면담하고 그를 소련이 점령한 북한 지역의 지도자로 내정한 순간에 이미 결정된 것이었다. 이어 9월 20일에 스탈린은 북한에 부르조아 민주주의 국가를 건설하라는 비밀지령을 내려보냈는데, 그 후의 소련 군정의 정책은 이 지령의 실행에 초점이 맞추어져 진행되었다. 소련은 미소공동위원회가 시작되기도 전인 1946년 2월 9일 북한에 사실상 정부인 김일성을 위원장으로 하는 북조선임시인민위원회를 출범시키고, 3월 5일에 토지개혁을 단행하는 등 이미 남북의 이질화가 상당히 진행되어 통일정부 수립은 사실상 불가능해져 있었다. 그 후의 신탁통치 논란이나 미소공동위원회의 논의 등은 실질적인 변화를 가져 올 수 없는 남북간, 미소간의 신경전 수준이고, 소련의 북한 분할 계획은 처음부터 스탈린이 예정했던 수순으로 진행되어 간 것이다. 소련은 북한 지역에 국민들의 동의없이 자신들의 대리인 김일성을 집권자로 내세워 공산체제를 구축해 나가면서 이에 반대하는 그 어떤 세력도 용납하지 않았다. 미군정이 소련과 달리 좌우 여러 정파들과 언론의 활동을 허용하고 있는 남한의 상황을 악용하여 혼란과 갈등을 조장하고 정부수립을 지연시키거나 방해하는 것이 대화에 나서는 목적이었으므로 미소공동위원회의 파행은 예정된 것이었다.

## 같이 보기
| - 신탁통치 반대 운동 - 정판사 위조지폐 사건 - 좌우합작운동 - 좌우합작위원회 - 크리슈나 메논 - 유엔 한국위원회 - 미 군정 - 소련 군정 - 김규식 | - 여운형 - 박헌영 - 허헌 - 원세훈 - 김약수 - 이오시프 스탈린 - 프랭클린 루즈벨트 - 조셉 매카시 | - 더글러스 맥아더 - 테렌티 스티코프 - 존 하지 - 버나드 버치 - 아치볼드 더글러스 - 김성수 - 김원봉 - 이승만 | - 윤치영 - 엄항섭 - 이철승 - 장덕수 - 장택상 - 장건상 - 장면 - 조소앙 |